# Widder (HSK 3)
El Widder (Aries) fue un barco mercante alemán reformado y armado en la Segunda Guerra Mundial para la guerra contra el tráfico marítimo. La Kriegsmarine lo llamó Schiff 21 (Barco 21) y fue empleado como crucero auxiliar bajo la denominación de Crucero de Interferencia Comercial 3 (Handelsstörkreuzer 3, HSK 3). La Armada británica llamó Raider D al Widder.

## Historia
El Widder procedía de una reforma del carguero Neumark de la naviera Hamburg America Line. Botado en 1929 en los astilleros Howaldtswerke de Kiel, el Neumark era el primero de una clase de seis barcos a la que daba nombre, que la naviera destinaría a Oriente lejano y Australia. Con un arqueo de 7.851 TRB, tenía una capacidad de 12.700 toneladas de peso muerto, eslora de 145 m en la línea de flotación y total de 152, manga de 18,2 m y calado de 8,3 m. Entró al servicio de Hapag el 6 de marzo de 1930.
A la misma clase que el Neumark pertenecieron el Nordmark del astillero Flensburger Schiffbau-Gesellschaft, los Kurmark y Uckermark construidos por Blohm & Voss, destinados al servicio de las Indias Orientales Neerlandesas; el Bitterfeld del astillero Germaniawerft, puesto en servicio en mayo de 1930, y el Staßfurt de Bremer Vulkan, ambos en servicio hacia Australia. Estos seis cargueros se propulsaron con turbinas sacadas de los cuatro barcos de la clase Albert Ballin (llamada así en honor de Albert Ballin), que en el invierno de 1929 a 1930 recibieron nuevos motores, y de los dos barcos combinados de pasajeros y carga Tacoma (8268 TRB) y Vancouver, construidos por Deutsche Werft en Hamburgo para navegar a la costa Este de Estados Unidos.
El Kurmark también fue transformado en crucero auxiliar, el Orion (HSK 1, Raider A).

### Campañas
Bajo el mando del capitán de corbeta Hellmuth von Ruckteschell, el Widder zarpó de Bergen el 12 de mayo de 1940 y al día siguiente tuvo un breve combate contra el submarino británico Clyde, del que pudo escapar, arribando a la isla Raudöy, donde el 16 de mayo el buque de aprovisionamiento Nordmark le abasteció de combustible y comestibles adicionales, con los que atravesó el Mar del Norte y entró en el Atlántico Norte el 20 de mayo por el Estrecho de Dinamarca. En el Atlántico centro-occidental el Widder atacó a 10 barcos con 58.644 TRB, de los que hundió nueve, llevándose como presa al petrolero noruego Krossfonn (9.323 TRB).
En sus 180 días de singladura, el Widder se encontró tres veces más con barcos alemanes. El 5 de junio con la motonave Königsberg de la Norddeutscher Lloyd, procedente de Belém y que trataba de alcanzar aguas controladas por Alemania. El Königsberg aportó comestibles y a cambio recibió combustible. El 29 de julio, el Widder se reunió con el petrolero Rekum, procedente de Tenerife, que le abasteció de combustible. De la misma isla procedía el Eurofeld, que el 16 de septiembre entregó al Widder combustible y suministros.
Al realizar reparaciones para tratar de elevar la velocidad máxima a 11 nudos, se produjeron daños en las turbinas que requirieron cinco días de reparaciones, por lo que el Widder tuvo que suspender su campaña tras solo seis meses de navegación, informando el 7 de octubre sobre su regreso al Mando de Guerra Naval (Seekriegsleitung). El comandante eligió la ruta más breve pero también más peligrosa hacia Francia, esquivando por el camino a unos cuantos barcos enemigos y neutrales, arribando el 31 de octubre de 1940 a Brest.
A causa de sus problemas de propulsión, el Widder fue renombrado astillero flotante Neumark y enviado a Noruega.
Hellmuth von Ruckteschell fue el único comandante de un barco alemán de guerra contra el tráfico marítimo llevado por los británicos ante un Tribunal militar, acusado de crímenes contra la Leyes Internacionales de la Guerra. Ruckteschell, que en 1942 comandó el crucero auxiliar Michel, fue declarado culpable de tres delitos y condenado en mayo de 1947 a 10 años de cárcel. Murió en la prisión de Hamburgo-Fuhlsbüttel en 1948.

## Hundimientos y presas del crucero auxiliarWidder
10 barcos:
|    | Nombre            | Tipo             | País        | Fecha 1940      | Arqueo en TRB | Destino |
| 1  | British Petrol    | petrolero        | Reino Unido | 13 de junio     | 6.890         | hundido (posición18-54.5), 2 muertos |
| 2  | Krossfon          | petrolero        | Noruego     | 26 de junio     | 9.325         | enviado el 29 de junio con 36 hombres y una tripulación de presa de 13 marineros sin capitán ni ingeniero jefe, a las órdenes del teniente Rünning hacia Brest, donde llegó el 7 de julio. Después alistado por la Kriegsmarine como buque de abastecimiento Spichern |
| 3  | Davisian          | carguero         | Reino Unido | 10 de julio     | 6.435         | hundido (posición18.15-54.666667), 3 muertos, 6 heridos. El comandante fue acusado de haber mantenido el fuego tras la capitulación del barco |
| 4  | King John         | carguero         | Reino Unido | 13 de julio     | 5.230         | hundido (posición20.666667-59.433333), después se envió a 66 prisioneros en botes salvavidas hacia las Antillas Menores, distantes 240 millas náuticas (444 kilómetros) |
| 5  | Beaulieu          | petrolero        | Noruega     | 4 de agosto     | 6.115         | hundido (posición25.766667-48.733333), 4 muertos, 28 hombres en dos botes trataron de escapar, por lo que no se les subió a bordo, aunque la costa más cercana distaba 1.200 millas náuticas (2.222 kilómetros). El comandante fue acusado por ello, pero en la revisión del juicio se le exoneró                                                                                        |
| 6  | Oostplein         | carguero         | Holanda     | 8 de agosto     | 5.060         | hundido |
| 7  | Killoran          | bergantín-goleta | Finlandia   | 10 de agosto    | 1.815         | hundido (posición32.5-34), tras ello, iban a bordo 116 prisioneros de 13 naciones, incluidos seis capitanes |
| 8  | Anglo Saxon       | carguero         | Reino Unido | 21 de agosto    | 5.595         | hundido (posición26.2-34.133333), no se subió a bordo a los náufragos de dos botes salvavidas, porque parecía que podrían llegar a las Canarias, pero tras 70 días, solo dos hombres llegaron vivos a las Bahamas, 39 muertos. El comandante fue condenado por no haber hecho lo suficiente para rescatar a los náufragos, pero se rechazó la acusación de haber disparado contra ellos. |
| 9  | Cymbeline         | petrolero        | Reino Unido | 2 de septiembre | 6.315         | hundido (posición27.916667-36.016667), 7 muertos, 3 hombres fueron rescatados tras llevar 14 días en el mar, el Widder rescató a 26 náufragos |
| 10 | Antonios Chandris | carguero         | Grecia      | 8 de septiembre | 5.865         | hundido (posición11.416667-34.166667), la tripulación fue enviada en botes salvavidas hacia la costa africana y solo sobrevivieron 10 hombres |

### Destino
Por un tiempo el Neumark fue asignado en 1946 como botín de guerra con el nombre Ulysses a la naviera británica Ionian Maritime Co. Sus problemas de propulsión aumentaron y en 1950 en aguas del Índico con otro carguero y tuvo que ser reparado en Singapur. En 1951 el antiguo Widder regresó a Alemania, donde la naviera Unterweser lo rebautizó Fechenheim y lo remodeló entre 1954 y 1955 como motonave con un motor diésel Fiat de 8 cilindros y potencia de 3.600 caballos de fuerza (2.648 kW).
Durante breve tiempo transportó mineral de hierro de Narvik a Emden. El 3 de octubre de 1955 embarrancó en Måløy (Noruega) y el día 8 se partió en dos en el mismo lugar del accidente.
En 1956 el pecio fue desguazado in situ por la empresa Eisen- und Metall-KG de Hamburgo.